# Fandarja
Fandarja (rusky Фандарья) je řeka v Tádžikistánu (Sogdijský vilájet). Od soutoku zdrojnic je 24 km dlouhá, včetně zdrojnice Jaghnóbu 140 km. Povodí má rozlohu 3 230 km².

## Průběh toku
Vzniká soutokem řek Iskanderdarja a Jaghnób. Protíná Zeravšanský hřbet, přičemž vytváří kaňony a peřeje. Ústí zleva do Zeravšanu.

## Vodní režim
Zdrojem vody jsou sníh a ledovce. Ke zvýšení hladiny dochází od května do začátku září. Průměrný průtok vody činí 62,6 m³/s.

## Využití
Údolím řeky prochází silnice Taškent – Dušanbe.